# Gelanor cachimbo
Espèce
Gelanor cachimbo est une espèce d'araignées aranéomorphes de la famille des Mimetidae.

## Distribution
Cette espèce est endémique du Pará en Brésil,.

## Description
Le mâle holotype mesure 4,40 mm.

## Étymologie
Son nom d'espèce lui a été donné en référence au lieu de sa découverte, la Serra do Cachimbo.

## Publication originale
- Rodrigues, Buckup & Brescovit, 2016 : New species, new records, and a key to the Brazilian species of Gelanor (Araneae: Mimetidae). Zoologia (Curitiba), vol. 33, no 4, p. e20160034 1-14. (texte intégral).